# Kantonnale Bank van Sankt Gallen
De Kantonnale Bank van Sankt Gallen (Duits: St.Galler Kantonalbank) is een Zwitserse kantonnale bank en heeft zijn hoofdzetel in Sankt Gallen in het gelijknamige kanton.
De bank werd opgericht in 1868, mede door Johann Baptist Weder. Per 31 december 2019 had de bank een balanstotaal van 35,9 miljard Zwitserse frank en telde de bank 1.276 personeelsleden. De deposito's bij de Kantonnale Bank van Sankt Gallen vallen volledig onder een staatswaarborg die wordt gewaarborgd door het kanton Sankt Gallen. Het kanton heeft een meerderheid van 51% van de aandelen in handen.
De Kantonnale Bank van Sankt Gallen heeft een dochteronderneming in het aangrenzende Duitsland, de St.Galler Kantonalbank Deutschland AG. De bank heeft ook enkele filialen buiten het kantonnale grondgebied, met name in de kantons Appenzell Ausserrhoden en Zürich.
Aargau · Appenzell Innerrhoden · Basel-Landschaft · Basel-Stadt · Bern · Fribourg · Genève · Glarus · Graubünden · Jura · Luzern · Neuchâtel · Nidwalden · Obwalden · Sankt Gallen · Schaffhausen · Schwyz · Thurgau · Ticino · Uri · Vaud · Wallis · Zug · Zürich